# Ecnomoneura sphaerotropha
Ecnomoneura sphaerotropha är en fjärilsart som beskrevs av Turner 1942. Ecnomoneura sphaerotropha ingår i släktet Ecnomoneura och familjen mott. Inga underarter finns listade i Catalogue of Life.